# 叙拉古之围 (868年)
868年的叙拉古之围由阿格拉布王朝发起，意在征服拜占庭帝国统治下的西西里岛的叙拉古，这场战役属于穆斯林征服西西里系列战役。在围城期间，阿格拉布王朝的军队击败了前来援助这座城市的拜占庭舰队。由于此次围城并未成功攻陷叙拉古，穆斯林军队在撤退前洗劫了城市周围的乡村。10年后，在877–878年的围城中，阿格拉布王朝才终于攻陷了这座城市。